# 維拉帕旺
18°36′54″S 40°36′39″W / 18.61500°S 40.61083°W
維拉帕旺（葡萄牙語：Vila Pavão），是巴西的城鎮，位於該國東南部，由聖埃斯皮里圖州負責管轄，面積432.7平方公里，海拔高度200米，2014年人口9,320，人口密度每平方公里21.54人。